# シビアアクシデント
シビアアクシデント（英語: severe accident）とは、事故の被害程度を表す用語の1つであり、日本では、一般に原子力関連施設に関する大規模事故を指す。

## 原子力関連施設に関するシビアアクシデント
シビアアクシデントとは、あらかじめ想定していた「設計基準事象」を大きく超える事象であり、設備の故障や人的錯誤といった複数原因により、原子炉の中の核燃料の冷却や制御が不可能となり、炉心が重大な損傷を受けるような事象を指す。炉心溶融という事態も含み、原子力関連施設事故の中ではもっとも過酷なものであり、過去には、旧ソ連のチェルノブイリ、米国のスリーマイル島、日本の福島第一原発での事故例がこれに該当するとされる。
日本の通商産業省内の原子力安全・保安院では、「設計上想定していない事態が起こり、安全設計の評価上想定された手段では適切な炉心の冷却又は反応度の制御ができない状態になり、炉心溶融　又は原子炉格納容器破損に至る事象」と規定している。